# Star Wars: Visions
Star Wars: Visions (スター・ウォーズ：ビジョンズ?, Sutā Wōzu: Bijonzu) è una serie animata antologica del 2021 prodotta da Lucasfilm Animation per Disney+.
La prima stagione, intitolata Volume 1, considerata un Original Net Anime, è composta da nove episodi cortometraggi prodotti da sette studi d'animazione giapponesi, ognuno dei quali racconta le proprie storie originali basate e ambientate nell'universo di Guerre stellari sotto la dirigenza della Lucasfilm. Ai creatori di ogni studio è stato dato libero sfogo per rivisitare le idee di Guerre stellari come meglio credevano e con lo stile di animazione che più preferivano.
La prima stagione è stata pubblicata sulla piattaforma streaming on demand Disney+ il 22 settembre 2021, ricevendo il plauso dalla critica.
Una seconda stagione, intitolata Volume 2, composta da nove episodi cortometraggi prodotti da nove studi d'animazione differenti, è uscita il 4 maggio 2023.

## Trama
Star Wars: Visions è una raccolta di cortometraggi animati "visti dalla prospettiva dei migliori creatori di anime" ed offre una prospettiva nuova e diversificata su Guerre stellari. Creati al di fuori dei vincoli del canone tradizionale del franchise, i cortometraggi offrono libertà creativa ad ogni regista e studio di produzione, pur mantenendo la fedeltà ai temi e all'identità emotiva della saga di Guerre stellari.

## Episodi
| Stagione         | Episodi | Pubblicazione |
| ---------------- | ------- | ------------- |
| Prima stagione   | 9       | 2021          |
| Seconda stagione | 9       | 2023          |
| Terza stagione   | 9       | 2025          |

## Produzione

### Sviluppo
Lo sviluppo del progetto Star Wars: Visions è iniziato quando James Waugh, vice-presidente dei contenuti in franchising di Lucasfilm, ha presentato l'idea a Kathleen Kennedy all'inizio del 2020. Per facilitare la produzione internazionale, Lucasfilm ha collaborato con il produttore indipendente Justin Leach e la sua compagnia Qubic Pictures, che ha contribuito a facilitare le discussioni tra i dirigenti con sede negli Stati Uniti e gli studi giapponesi; questo è diventato particolarmente importante durante la pandemia di COVID-19, quando è stato necessario annullare degli incontri programmati per essere svolti di persona. La produzione dei cortometraggi è avvenuta in Giappone per tutto il 2020 e il 2021.
Il 10 dicembre 2020 è stato annunciato che Star Wars: Visions era una serie antologica anime di dieci cortometraggi di diversi creatori ambientati nell'universo di Guerre stellari. È stato presentato in anteprima dal produttore Kanako Shirasaki e dai produttori esecutivi all'Anime Expo Lite nel luglio 2021. All'evento, è stato rivelato che il numero di episodi era diminuito da dieci a nove, a causa de Il nono Jedi, inizialmente previsto come due cortometraggi, prima di essere in uno solo.
Una seconda stagione è stata annunciata a maggio 2022 alla Star Wars Celebration e includerà cortometraggi di studi con sede in Giappone, India, Regno Unito, Irlanda, Spagna, Cile, Francia, Sudafrica e Stati Uniti. Waugh ha descritto il secondo volume come «una celebrazione dell'incredibile animazione che si svolge in tutto il mondo».

### Sceneggiatura
Le storie di Star Wars: Visions non dovevano far parte della linea temporale di Guerre stellari, non essendo un prodotto canonico:
(James Waugh)
La storia dell'episodio Il duello è stata specificamente annunciata come «un ucronia estratta dalla mitologia giapponese». L'episodio Lop e Ocho è ambientato durante l'Impero Galattico tra La vendetta dei Sith e Una nuova speranza. L'episodio Il vecchio è ambientato «qualche tempo prima» de La minaccia fantasma mentre l'episodio I gemelli si svolge durante i «resti dell'esercito Imperiale» e dopo gli eventi de L'ascesa di Skywalker. L'episodio Il nono Jedi esplora «cosa ne è stato dei Cavalieri Jedi» dopo L'ascesa di Skywalker; il regista Kenji Kamiyama era particolarmente concentrato sul voler usare «i suoni originali della spada laser» noti ai bambini di tutto il mondo. Per l'episodio T0-B1, il regista Abel Góngora ha cercato di combinare elementi visivi e narrativi della trilogia originale con quelli degli anime classici tracciando parallelismi tra anime e manga degli anni '60 e la tradizione cinematografica di fine anni '70. Nella pianificazione del corto Akakiri, la regista Eunyoung Choi ha notato che «la creazione di elementi visivi che combinassero sia le lezioni in stile fiabesco di Guerre stellari con la tecnologia avanzata che si trova in questo universo... era particolarmente importante».

## Colonna sonora
Nel luglio 2021, è stato annunciato che Kevin Penkin avrebbe composto la colonna sonora dell'episodio La sposa del villaggio, e Michiru Ōshima avrebbe composto la colonna sonora degli episodi I gemelli e Il vecchio, mentre Yoshiaka Dewa avrebbe composto la colonna sonora dei corti Lop & Ocho e Rapsodia su Tatooine, Keiji Inai avrebbe composto la colonna sonora dell'episodio Il duello, A-bee e Keiichiro Shibuya avrebbero composto la colonna sonora del corto T0-B1, U-zhaan avrebbe composto la colonna sonora per l'episodio Akakiri e Nobuko Toda e Kazuma Jinnouchi avrebbero composto la colonna sonora per l'episodio Il nono Jedi.
Le colonne sonore degli episodi della prima stagione sono state pubblicate in digitale il 15 ottobre 2021.
Le colonne sonore degli episodi della seconda stagione sono state pubblicate in digitale il 4 maggio 2023.

### Prima stagione

#### Il duello
1. Ronin's Theme – 3:46
2. SIgn of deaTH – 1:51
3. The Duel – 3:47
4. May The Force Be With You – 2:00

#### Rapsodia su Tatooine
1. Order 66 – 0:35
2. Galactic Dreamer – 2:03
3. Star Waver – 0:52
4. Boba Fett Chase – 0:33
5. Encounter – 0:37
6. Mos Espa Grand Aren – 1:20
7. Tatooine Rhapsody – 1:17
8. Galactic Dreamer (Instrumental) – 2:03

#### I gemelli
1. The Twin Star Destroyer – 1:36
2. Anthem of Imperial – 2:00
3. Warning Issuance – 0:28
4. Passage Through – 0:36
5. The Battle of Hangar Bay – 2:43
6. The Kyber Crystal – 1:16
7. Force-sensitive – 1:05
8. The Fate of Dark Side – 1:24
9. Duel of the Lightsaber – 1:08
10. Out of Control – 0:43
11. Choose Your Own Destiny (Karre’s Theme) – 1:21
12. THE TWINS – 1:35

#### La sposa del villaggio
1. The Village Bride (feat. Emi Evans) – 4:30
2. CHIKYŪ – 0:44
3. A Desert of Two Sons – 1:18
4. Bue, Pluck & Bow – 3:04
5. IZUMA – 1:17
6. A Flock of X-Wings Descend Into a Mountain’s Garden – 2:15
7. Requiem for Blasters – 1:21
8. MAGINA x FORCE (feat. Emi Evans) – 2:21
9. Postlude – 0:57
10. Composer Diaries: Children of Magina (feat. Emi Evans) – 6:36

#### Il nono Jedi
1. The Ninth Jedi – Prologue – 2:07
2. Seven Masterless Jedi – 2:30
3. Kara and Father – 3:47
4. Jedi Hunter – 0:58
5. Lightsaber – 1:13
6. Speederbike Chase – 1:30
7. Sendo-shi – 1:14
8. To the Aerial Temple – 0:44
9. The Battle of Jedi – 5:47

#### T0-B1
1. Start the Droids – 1:52 (A-bee)
2. Dreaming – 0:45 (Keiichiro Shibuya)
3. Mitaka’s Lab – 2:51 (A-bee)
4. Adventure – 2:28 (A-bee)
5. Electronic Forc – 1:51 (A-bee)
6. E-J-K (Electronic Jedi Knight) – 3:23 (A-bee)

#### Il vecchio
1. Arrival – 0:36
2. The Contacts of the Heart – 0:37
3. Explore – 0:45
4. The Elder – 0:55
5. Darkness and Rain – 1:03
6. Fight – 0:37
7. The Winner – 0:20
8. Time Goes On – 0:41

#### Lop & Ocho
1. The Empire – 0:46
2. Lop – 2:25
3. For MY Family – 3:16
4. Imperial Officer – 1:51
5. Ochō’s Preparedness – 0:41
6. Succession Ceremony – 4:00
7. Thoughts – 4:18
8. FAMILY – 0:30

#### Akakiri
1. Battle Rela – 1:12
2. Cameling – Shinobi Theka – 1:13
3. Float – 0:41
4. Anokoro – 0:51
5. Battle Rela (Reprise) – 1:20
6. Fall – 0:31
7. AKAKIRI – 1:05
8. Written Dream – 0:26

### Seconda stagione

#### Sith
1. Black Canvas – 2:58
2. Sith Apprentice – 2:42
3. The Chase – 1:23
4. Light and Dark – 2:56
5. Destiny – 2:09

#### La grotta dell'Urlante
1. Escape – 3:17
2. Departure – 3:25

#### Tra le stelle
1. Ruins – 1:36
2. Pigments – 0:47
3. Mom's Song – 1:48
4. Altar Rock – 1:34
5. Siblings – 1:13
6. The Mining Factory Pt. 2 – 1:20
7. The Escape – 2:12
8. This Is Our Land! – 3:17
9. Mom's Song Reprise – 1:18
10. In the Stars Outro – 0:44

#### Io sono tua madre
1. I Am Your Mother – 1:09
2. Take the Controls – 1:07
3. You Are Embarrassing – 1:25
4. Unexpected Arrival – 0:54
5. Hanna City Flight Academy – 1:03
6. The Ryloth Roll – 1:19

## Distribuzione
La serie è stata pubblicata il 22 settembre 2021 su Disney+. Dal 21 al 27 settembre, la Disney ha proiettato l'episodio La sposa del villaggio insieme ai film in programmazione all'El Capitan Theatre di Los Angeles. A novembre, lo studio aveva presentato il corto in esame per l'Oscar al miglior cortometraggio d'animazione. La seconda stagione sarà distribuita il 4 maggio 2023.

## Accoglienza
Il sito web aggregatore di recensioni Rotten Tomatoes riporta un punteggio di approvazione del 96% con una valutazione media di 8.20 su 10, sulla base di 52 recensioni per la prima stagione. Il consenso critico del sito recita: "Splendidamente animato e selvaggiamente creativo, Visions è una raccolta eclettica, ma del tutto divertente, di storie di Guerre stellari che danno nuova vita alla galassia". Metacritic ha assegnato alla serie un punteggio medio ponderato di 79 su 100 basato su 15 recensioni, indicando "recensioni generalmente favorevoli", con un punteggio utente di 6.3 su 10.
Angie Han di The Hollywood Reporter ha elogiato l'antologia per "un amore per Guerre stellari che è così profondo che è destinato a creare nuovi fan dei giovani e non iniziati, e ricordare ai vecchi fan perché si sono innamorati così tanto di questo universo, in primo luogo" e ha evidenziato Il duello e T0-B1 come episodi particolarmente forti. Tyler Hersko di IndieWire ha salutato l'antologia come "uno dei, se non il migliore, titoli - televisione, film o altro - uscito dall'era del franchise sotto la proprietà della Disney", definendolo "ben animato e scritto in modo intelligente" con scene d'azione "fenomenali". Mike Hale del New York Times ha scritto che i singoli film "suonano come audizioni per serie continue piuttosto che insiemi organici", definendo Il duello, T0-B1, Lop e Ocho e Akakiri i film più interessanti ed emozionanti e notando la "bellezza artigianale e varietà" di un'antologia che realizza "sia la collaborazione interculturale che l'omaggio reciproco". Scrivendo per CNN.com, Brian Lowry ha definito i cortometraggi "sorprendenti" e ha notato che "Star Wars: Visions presenta davvero visioni uniche e intriganti, indicando che c'è molto spazio per sperimentare".
Jake Kleinman di Inverse ha definito Star Wars: Visions "una rivelazione" e "la migliore nuova storia di Lucasfilm dalla trilogia originale" e ha evidenziato I gemelli come il miglior cortometraggio del progetto. Juan Barquin di The A.V. Club ha elogiato l'antologia per aver suscitato "una specie di meraviglia senza fine" e aver riacceso "un fascino infantile per Guerre stellari", evidenziando T0-B1, I gemelli, La sposa del villaggio, Lop & Ocho e Akakiri come protagonisti. Jordan Woods di The Harvard Crimson ha identificato Il nono Jedi, Rapsodia su Tatooine, come punti salienti e ha definito il progetto nel suo insieme come "Guerre stellari al suo meglio: audace, ambizioso, creativo e, soprattutto, innovativo". Amon Warmann di Empire ha messo in luce Akakiri, T0-B1, Il duello e Il non Jedi come i migliori episodi, valutando l'antologia generale con 4 stelle su 5 e concludendo che "la galassia lontana lontana non ha mai guardato più sbalorditivamente nell'animazione, e al suo meglio Visions piega i principi fondamentali di Guerre stellari in storie avvincenti con personaggi di cui vuoi immediatamente vogliamo vedere di più. Speriamo che questa non sia l'unica stagione che vedremo".
Oltre alle recensioni al momento della pubblicazione, Star Wars: Visions è stato successivamente candidato come uno dei migliori progetti animati del 2021 da Paste Magazine, TheWrap, Polygon, Collider, Gizmodo, Anime News Network, /Film, Comic Book Resources e Rotten Tomatoes. Il progetto è stato annunciato come uno dei migliori titoli di Guerre stellari nell'ultimo decennio o più, così anche come dovrebbe essere il futuro del franchise di Guerre stellari.

## Riconoscimenti
- 2022 – Premio Emmy[41]
  - Candidatura per il miglior programma di cortometraggi animato per l’episodio Il duello
- 2022 – Premio Primetime Creative Arts Emmy[42]
  - Candidatura per la miglior produzione televisiva d'animazione generale per l’episodio Il duello
- 2022 – Premio Golden Reel[43]
  - Candidatura per il miglior montaggio sonoro (serie di animazione o cortometraggio) a David W. Collins, Matthew Wood, Luke Dunn Gielmuda e Jana Vance per l’episodio Il duello
- 2022 – Premio Golden Trailer[44]
  - Candidatura per la miglior animazione/famiglia per una serie televisiva in streaming
- 2022 – Premi VFX-Japan[45]
  - Candidatura per il miglior cortometraggio per l'episodio Il duello e per l'episodio Il nono Jedi
- 2023 – Kidscreen Awards[46][47]
  - Candidatura per la miglior nuova serie
  - Candidatura per la miglior serie animata

## Opere derivate

### Romanzo
Nel marzo 2021, Del Rey Books ha annunciato Ronin: A Visions Novel, un romanzo originale scritto da Emma Mieko Candon che si basa sulla storia dell'episodio Il duello. È stato pubblicato il 12 ottobre 2021.

### Fumetti
Nel maggio 2022 è stato annunciato che la Marvel Comics pubblicherà un fumetto prequel one-shot Visions selle avventure di Ronin. Il fumetto è stato scritto e illustrato da Takashi Okazaki, lo sceneggiatore dell'episodio Il duello. È stato pubblicato il 12 ottobre 2022.

### Artbook
Un artbook con interviste ai creatori e materiali di produzione selezionati da tutti e nove i cortometraggi è stato pubblicato da Dark Horse Comics il 5 ottobre 2022.